# Geranomyia subrecisa
Geranomyia subrecisa är en tvåvingeart som först beskrevs av Alexander 1933.  Geranomyia subrecisa ingår i släktet Geranomyia och familjen småharkrankar.
Artens utbredningsområde är Puerto Rico. Inga underarter finns listade i Catalogue of Life.